# Apollos
Apollos (Ἀπολλώς) var en jødisk kristen fra Alexandria, som omtales flere steder i Det Nye Testamente. Han er samtidig med Paulus og de øvrige apostle og spillede en væsentlig rolle i Kirkens første tid, specielt for menigheden i Korinth.
Apollos rejste rundt som prædikant og prædikede med stor autoritet for menighederne i både Effaus og Korinth. Apollos blev af Luther betragtet som den egentlige forfatter til Hebræerbrevet, uden at der dog den gang, eller senere, er blevet ført bevis derfor.
Apollos er nævnt eller beskrevet direkte syv steder i Det Nye Testamente:
- Apostlenes Gerninger, Kapitel 18
- Apostlenes Gerninger, Kapitel 19
- Første Korintherbrev, Kapitel 1
- Første Korintherbrev, Kapitel 3
- Første Korintherbrev, Kapitel 4
- Første Korintherbrev, Kapitel 16
- Titusbrevet, Kapitel 3